# Ентоні Репп
Е́нтоні Дейн Репп (англ. Anthony Deane Rapp; нар. 26 жовтня 1971, Чикаго, Іллінойс, США) — американський актор кіно, театру і телебачення, співак.

## Ранні роки
Ентоні Репп народився 26 жовтня 1971 року в Чикаго, штат Іллінойс, та виріс в сусідньому місті Джолієт. Після розлучення батьків, Дугласа Реппа та Мері Лі, Ентоні, Ентоні, його брат Адам, який став письменником, драматургом та режисером, і сестра Енн залишилися з матір'ю, яка працювала медсестрою. Ентоні закінчив школу Joliet West High School в Джолієті та впродовж двох років відвідував престижний літній театральний табір Interlochen Arts Camp в Мічигані, а в школі не раз перемагав на співацьких конкурсах й отримував нагороди. Після школи Ентоні навчався в Нью-йоркському університеті.

## Кар'єра
Ентоні Репп почав грати на сцені місцевого театру в шестирічному віці, а першу велику роль отримав у дев'ять років, коли в 1981-му з'явився в мюзиклі «Маленький принц і авіатор» (англ. The Little Prince and the Aviator) за мотивами повісті Антуана де Сент-Екзюпері «Маленький принц». Проте мюзикл не мав успіху і закрився після декількох показів.
Дебют Ентоні Реппа в кіно відбувся в 1987 році в комедійному фільмі Кріса Коламбуса з Елізабет Шу «Пригоди няні». Потім він знімався в трилері «Далеко від бдому» (1989) з Меттом Фрюером, Дрю Беррімор і Дженніфер Тіллі, драмі з Бренданом Фрейзером, Меттом Деймоном, Еммі Локейн і Крісом О'Доннеллом «Шкільні узи» (1992), трагікомедії з Джейсоном Лондоном «Під кайфом і в сум'ятті» (1993), а також фільмі-катастрофі «Смерч» (1996) з Гелен Гант, Біллом Пекстоном і Філіппом Сеймуром.

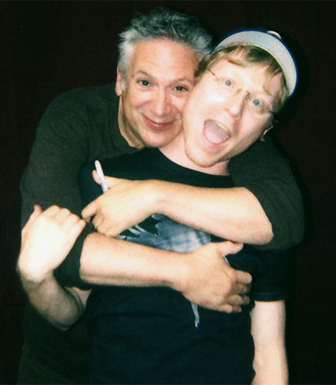
Ентоні Репп (праворуч) з Гарві Фірштейном, 2006 рік

У 2005 році Репп зіграв роль Марка Коен в гучному мюзиклі «Богема» (2005), яка зробила актора знаменитим. Він був зарахований до акторського складу мюзиклу, заспівавши на прослуховуванні композицію «Losing My Religion» групи R.E.M.. Потім він зіграв ту саму роль в однойменній кіноверсії від режисера Кріса Коламбуса, яка вийшла 23 листопада 2005 року за участю Адама Паскаля, Ідіни Мензел, Розаріо Доусон, Трейсі Томс та інших. Наприкінці липня 2007 року Реппу знову довелося повернутися до мюзиклу «Богема», який в цілому йшов 12 років і витримав 5123 показів.
Популярність акторові також принесла участь в знаменитому містичному серіалі «Секретні матеріали», де його партнерами по знімальному майданчику стали Девід Духовни та Джилліан Андерсон. У 2001 році Репп знявся в біографічній драмі «Ігри розуму» про нобелівського лауреата Джона Неша, роль якого зіграв Рассел Кроу.
Окрім кінематографічної кар'єри, Репп спробував себе в музиці та літературі. У 2000 році він випустив перший сольний альбом «Look Around», а десять років потому, в 2012 році, вийшла його друга збірка — «Without You». У 2006 році була видана книга Реппа під назвою «Без тебе: Про любов, втрати і мюзикл „Богема“» (англ. Without You: A Memoir of Love, Loss, and the Musical Rent), яку Ентоні присвятив своїй матері, що померла від раку в 55-річному віці в 1997 році.
У 2017 році Ентоні Репп з'явився в образі лейтенанта-астроміколога Пола Стамеца в науково-фантастичному телевізійному серіалі «Зоряний шлях: Дискавері», а також знявся в декількох епізодах першого сезону проекту «Хороша боротьба» з Крістін Баранські в головній ролі.

## Особисте життя
У 2012 році видання «Metro Weekly» називало Реппа «одним з перших відкритих геїв на Бродвеї». Під час інтерв'ю журналу «Oasis» у 1997 році актор пояснював свою сексуальну ідентичність як «квір», а не «гей», та заявив, що хоча і мав стосунки з жінками, вважає себе більше гомосексуалом.

### Скандал навколо Кевіна Спейсі
30 жовтня 2017 року Ентоні Репп на фоні скандалу, що раніше розігрався навколо впливового голлівудського продюсера Гарві Вайнштайна, що звинувачується у багаторічних сексуальних домаганнях, публічно розповів і про свій подібний досвід, пережитий ним у 1986 році. Актор в інтерв'ю виданню «BuzzFeed News» заявив, що в 14 років його домагався Кевін Спейсі, якому на той час було 26 років. Останній, за словами Ентоні, запросив його на вечірку до себе додому. Коли юному акторові надокучили веселощі, він вирушив до порожньої кімнати дивитися телевізор, незабаром там з'явився Спейсі, від якого пахло спиртним, і спробував спокусити підлітка. Реппу вдалося вивільнитися, оскільки Кевін був сильно п'яним.
Після викривальної публікації Кевін Спейсі вибачився в «Твіттері» за свою поведінку, підкресливши при цьому, що не пам'ятає цього інциденту з Реппом, а також разом з цим здійснив камінг-аут, заявивши, що він відтепер зробив вибір на користь своєї гомосексуальності.

## Фільмографія
Ролі в кіно
| Рік  |    | Українська назва           | Оригінальна назва                  | Роль                   |
| ---- | -- | -------------------------- | ---------------------------------- | ---------------------- |
| 1987 | ф  | Пригоди няні               | Adventures in Babysitting          | Деріл                  |
| 1989 | ф  | Далеко від дому            | Far from Home                      | Pinky Sears            |
| 1989 | ф  | Секрети склепу             | Grave Secrets                      | Джеймі                 |
| 1992 | ф  | Шкільні зв'язки            | School Ties                        | Річард «Макгу» Коллінс |
| 1993 | ф  | Під кайфом та збентежені   | Dazed and Confused                 | Тоні                   |
| 1993 | ф  | Шість мір відчуження       | Six Degrees of Separation          | Бен                    |
| 1996 | ф  | Смерч                      | Twister                            | Тоні                   |
| 1996 | ф  | Вбивство Мантіс            | The Mantis Murder                  |                        |
| 1997 | ф  | Девід у пошуку             | David Searching                    | Девід                  |
| 1999 | ф  | Людина століття            | Man of the Century                 | Томоті Барнс           |
| 2000 | ф  | Дорожні пригоди            | Road Trip                          | Джейкоб                |
| 2001 | кф | Круїз-контроль             | Cruise Control                     | дзеркальний чоловік    |
| 2001 | ф  | Ігри розуму                | A Beautiful Mind                   | Бендер                 |
| 2002 | кф | Парадиско                  | Paradisco                          | американський друг     |
| 2004 | ф  | Відкритий будинок          | Open House                         | Баррі Фарнсворт        |
| 2005 | ф  | Проживаючи зиму            | Winter Passing                     | Дін                    |
| 2005 | ф  | Богема                     | Rent                               | Марк Коен              |
| 2006 | ф  | Денні Роун: Перший режисер | Danny Roane: First Time Director   | Ентоні Репп            |
| 2007 | ф  | Чорний дрізд               | Blackbird                          |                        |
| 2008 | ф  | Лякаючи рибу               | Scaring the Fish                   | Джин                   |
| 2009 | ф  | Кохання та інші обставини  | Love and Other Impossible Pursuits | Симон                  |
| 2012 | ф  | З'єднання                  | Junction                           | Коннор                 |
| 2014 | кф | Пригноблення               | Grind                              | Вінсент                |
| 2015 | ф  | Тільки не знову            | Not Again                          | доктор Том             |
| 2016 | ф  | Прем'єра                   | Opening Night                      | Логан Джойс            |
| 2016 | ф  | Сучасне кохання            | Do You Take This Man               | Деніел                 |
| 2016 | ф  |                            | bwoy                               | Бред                   |

Ролі на телебаченні
| Рік       |    | Українська назва                                    | Оригінальна назва                                             | Роль                               |
| --------- | -- | --------------------------------------------------- | ------------------------------------------------------------- | ---------------------------------- |
| 1990      | тф | Небо високе                                         | Sky High                                                      | Вес Гансен                         |
| 1993      | с  | Секретні матеріали                                  | The X Files                                                   | Джефф Глейзер                      |
| 1994      | тф | Побиття у Вест-пойнті: Трибунал Джонсона Віттейкера | Assault at West Point: The Court-Martial of Johnson Whittaker | кадет Фредерік Ґ. Годжсон          |
| 1996      | с  | Людина Лазаря                                       | The Lazarus Man                                               | Веріті                             |
| 1996—2002 | с  | Кручене місто                                       | Spin City                                                     | Ентоні Репп                        |
| 1999      | с  | Закон і порядок: Спеціальний корпус                 | Law & Order: Special Victims Unit                             | Метт Співак                        |
| 2000      | с  | Підлітки з прибережного містечка                    | The Beach Boys: An American Family                            | Ван Дейк Паркс                     |
| 2006—2014 | с  | Ясновидець                                          | Psych                                                         | Захарі Воллес Цандер, відомий як Z |
| 2006—2007 | с  | Викрадений                                          | Kidnapped                                                     | Ларрі Келлогг                      |
| 2013      | с  | Це може бути гірше                                  | It Could Be Worse                                             | Casting Director                   |
| 2014—2015 | с  | Лікарня Нікербокер                                  | The Knick                                                     | доктор Трумен Декслер              |
| 2017      | с  | Хороша боротьба                                     | The Good Fight                                                | Гленн                              |
| 2017      | с  | Зоряний шлях: Дискавері                             | Star Trek: Discovery                                          | Пол Смец                           |

## Ролі в театрі
| Рік       | Назва                     | Оригінальна назва                 |
| --------- | ------------------------- | --------------------------------- |
| 2008      | Без тебе                  | Without You                       |
| 2004      | Крамниця жахів            | Little Shop of Horrors            |
| 2003      | Гедвіг і злощасний дюйм   | Hedwig and the Angry Inch         |
| 2002      | Генріх V                  | Henry V                           |
| 1994-2010 | Богема                    | Rent                              |
| 1990      | Шість рубежів віддалення  | Six Degrees of Separation         |
| 1981      | Маленький принц і авіатор | The Little Prince and the Aviator |

## Дискографія
| Рік  | Назва                                                       | Примітки                     |
| ---- | ----------------------------------------------------------- | ---------------------------- |
| 1996 | Rent (оригінальний бродвейський запис)                      | Соло на двадцяти двох треках |
| 1999 | You're a Good Man, Charlie Brown (новий бродвейський запис) | Соло на дев'яти треках       |
| 2000 | Look Around                                                 | Соло-альбом                  |
| 2012 | Without You (оригінальний запис)                            | Соло-альбом                  |
| 2014 | If/Then (оригінальний бродвейський запис)                   | Соло на шести треках         |